# Île Klagenfurt
L'île Klagenfurt (en russe : Остров Клагенфурт) est une île de l'archipel François-Joseph.

## Géographie
Située en mer de Barents,  dans la baie sud de la Terre de Wilczek, le golfe de Persée, à 6 km de la côte, son point culminant mesure 210 m. Très étroite, en forme de croissant, d'une longueur de 3 km, elle est libre de glace. Elle est constituée de roches et de grès. Au sud, en mer, à quelques mètres de la côte, domine un haut rocher isolé de 20 m de haut.

## Histoire
Elle a été nommée en hommage à Klagenfurt, capitale du Land de Carinthie en Autriche par Julius von Payer et Karl Weyprecht.